# Комбинација (шах)
У шаху, комбинација је форсирани редослед потеза који се служи тактичким средствима и користи специфичне особине позиције да би се постигао одређени циљ..